# ブランコ・イバンコビッチ
ブランコ・イバンコビッチ（Branko Ivanković、1954年2月28日 - ）は、クロアチア・チャコヴェツ出身のサッカー選手、サッカー指導者。

## 経歴
指導者として頭角を現したのは1998年のフランスW杯で、ミロスラヴ・ブラジェヴィッチ監督の元でクロアチア代表のアシスタントコーチを務め、同代表チームを3位という大躍進に導いた。
その後、1999年にドイツに渡り、ハノーファーの監督を1シーズン務めた。2000年からはミルコ・ヨジッチ監督の元で、再度クロアチア代表のアシスタントコーチを務めた。
2001年、イラン代表のコーチとなり、翌年2月に監督に指名される。在任7か月で一度退くが、2003年10月12日に再び就任し、ニュージーランド戦から指揮を執った。その後はU-23イラン代表監督などを歴任。
2006年ドイツW杯アジア予選ではアジア最強の攻撃力と破壊力を武器に快進撃を続け、最終予選では初戦のバーレーン戦でスコアレスドローという不穏な空気が漂ったものの、日本戦では攻守ともに冴えを見せて2-1で勝利を収め、波に乗った。そして、イラン代表としては2大会ぶり3度目の本大会出場へ導いた。しかし、本大会では1次リーグ1分2敗と不本意な結果に終わり、大会終了後に解任された。
帰国後、フロントと対立して解任されたヨシップ・クゼに代わり、ディナモ・ザグレブ監督に就任。リーグ連覇、国内リーグ28連勝とチームを国内で無敵のチームに育てあげた。また、UEFAカップではアヤックスに勝利するなど国際試合でも活躍をみせたがチーム作りをめぐりフロントと対立し、2008年1月に解任された。
しばらく、無職の状態が続いたものの、フロントと和解したことから2008年5月にディナモ・ザグレブの監督に復帰した。しかし、かつての強さを取り戻せず不安定な戦いが続いたことから12月に解任された。
2010年、中国リーグの山東魯能の監督に就任した。
2024年2月、中国代表監督に就任。チームは、2026 FIFAワールドカップ大会出場権獲得を目指してアジア最終予選を戦ったが、グループCで10戦7敗の成績に終わり5位で敗退。プレーオフステージに進出できなかったため、契約は終了となった。

## 所属クラブ
- NKヴァルテクス・ヴァラジュディン

## 指導歴
- 1991年 - 1995年  NKヴァルテクス・ヴァラジュディン：監督
- 1995年 - 1996年  セゲスタ・シサク：監督
- 1996年 - 1997年  HNKリエカ：監督
- 1997年 - 1998年  クロアチア代表：コーチ
- 1999年 - 2000年  ハノーファー96：監督
- 2000年 - 2001年  クロアチア代表：コーチ
- 2001年 - 2002年  イラン代表：コーチ
- 2002年 - 2002年9月  イラン代表：監督
- 2003年10月 - 2006年6月  イラン代表：監督
- 2006年7月 - 2008年1月  ディナモ・ザグレブ：監督
- 2008年5月 - 2008年12月  ディナモ・ザグレブ：監督
- 2009年12月 - 2011年5月  山東魯能泰山：監督
- 2011年7月 - 2012年4月  アル・イテファク：監督
- 2012年5月 - 2013年4月  アル・ワフダ・アブダビ：監督
- 2013年9月 - 2013年10月  ディナモ・ザグレブ：監督
- 2015年4月 - 2019年6月  ペルセポリスFC：監督
- 2019年6月 - 2019年9月  アル・アハリ：監督
- 2020年1月 - 2024年2月  オマーン代表：監督
- 2024年2月 - 2025年6月  中国代表：監督

## タイトル

### 監督時代
U-23イラン代表
- アジア競技大会:1回（2002）

イラン代表
- AFC/OFCチャレンジカップ:1回（2003）
- 西アジアサッカー選手権:1回（2004）

NKディナモ・ザグレブ
- プルヴァHNL:2回（2006-07、2007-08）
- フルヴァツキ・ノゴメトニ・クプ:1回（2006-07）
- フルヴァツキ・ノゴメトニ・スーペルクプ:1回（2006）

山東魯能泰山足球倶楽部
- 中国サッカー・スーパーリーグ:1回（2010）

ペルセポリスFC
- ペルシアン・ガルフ・プロリーグ:3回（2016-17、2017-18、2018-19）
- イラン・スーパーカップ:3回（2017、2018、2019）
- ハズフィー・カップ:1回（2018-19）

個人
- クロアチアサッカー連盟年間最優秀監督賞:2回（2007、2008）
- 中国サッカー協会年間最優秀監督賞:1回（2010）
- ペルシアン・ガルフ・プロリーグ シーズン最優秀監督賞:3回（2016-17、2017-18、2018-19）